# Cantone di Brebières
Il Cantone di Brebières è una divisione amministrativa dell'Arrondissement di Arras.
È stato costituito a seguito della riforma approvata con decreto del 24 febbraio 2014, che ha avuto attuazione dopo le elezioni dipartimentali del 2015.

## Composizione
Comprende i 33 comuni di:
- Arleux-en-Gohelle
- Bellonne
- Biache-Saint-Vaast
- Boiry-Notre-Dame
- Brebières
- Cagnicourt
- Corbehem
- Dury
- Étaing
- Éterpigny
- Fresnes-lès-Montauban
- Fresnoy-en-Gohelle
- Gouy-sous-Bellonne
- Hamblain-les-Prés
- Haucourt
- Hendecourt-lès-Cagnicourt
- Izel-lès-Équerchin
- Neuvireuil
- Noyelles-sous-Bellonne
- Oppy
- Pelves
- Plouvain
- Quiéry-la-Motte
- Récourt
- Rémy
- Riencourt-lès-Cagnicourt
- Rœux
- Sailly-en-Ostrevent
- Saudemont
- Tortequesne
- Villers-lès-Cagnicourt
- Vis-en-Artois
- Vitry-en-Artois